# Головченко Юрій Іванович
Юрій Іванович Головченко — доктор медичних наук, професор, заслужений діяч науки і техніки України, завідувач кафедри неврології № 1 Національної медичної академії післядипломної освіти ім. П. Л. Шупика.

## Біографічні відомості
Народився 12 жовтня 1943року в місті Луганськ. 1966 р. закінчив Київський медичний інститут.

### Освіта
В 1966 р. закінчив медичний факультет Київського медичного інституту. Ще в студентські роки Юрій Іванович мав можливість вчитись у таких видатних неврологів як академік Маньківський Микита Борисович. Вчителем Ю. І. Головченка був видатний професор, учень корифеїв теоретичної та практичної неврології Л. А. Орбелі, М. І. Аствацатурова, Б. С. Дойнікова, — Дмитро Панченко.

### Захист дисертаційних робіт
В 1971 р. захистив кандидатську дисертацію на тему «Парестетична мералгія», в 1980 р. докторську дисертацію «Особливості старіння нервових стовбурів попереково-крижового сплетення» під керівництвом Д. І. Панченка.

### Лікувальна і наукова діяльність
У 1968 р. повторив експеримент Генрі Геда по самоспостереженню відновлення чутливості при травматичному пошкодженні нервових стовбурів.
У 1980 р. став засновником та завідувачем кафедри неврології № 3 Київського інституту удосконалення лікарів, яка згодом була перейменована в кафедру неврології № 1 НМАПО імені П. Л. Шупика. З 1985 по 1993 рр. займав посаду декана терапевтичного факультету академії післядипломної освіти. З 1983 по 2003 рр. — головний невропатолог МОЗ України.
Ю. І. Головченко має звання "Заслужений діяч науки та техніки України, голова спеціалізованої вченої ради Д 26.613.01 зі спеціальності «Нервові хвороби», член експертної проблемної комісії НМАПО імені П. Л. Шупика зі спеціальності «Неврологія», віце-президент президії Українського товариства неврологів та психіатрів, член президії «Академії практикуючих неврологів», член президії Науково-практичного товариства неврологів м. Києва.
Член редакційної ради наукових фахових видань: «Український медичний часопис», «Мистецтво лікування», «Український неврологічний журнал», «Український вісник психоневрології», «Інноваційні технології в медицині», «East European Journal of Parkinson's Disease and Movement Disorders», «Международный научно-практический журнал. Неврология и нейрохирургия. Восточная Европа».
Головними напрямками наукової та консультативної роботи є судинна, спадкова, нейродегенеративна, інфекційно-алергічна патологія нервової системи, наслідки черепно-мозкових травм.

### Міжнародна співпраця
Підготував плеяду декількох поколінь лікарів-неврологів України та ближнього зарубіжжя.